# Cool for Cats
Cool for Cats är ett musikalbum av Squeeze som gavs ut 1979 på skivbolaget A&M Records. Albumet var gruppens andra studioalbum. Både titelspåret och "Up the Junction" nådde andraplatsen som singlar på UK Singles Chart medan "Slap and Tickle" blev en mindre framgång med en tjugofjärdeplacering. Albumet består förutom ett undantag av låtar skrivna av Chris Difford och Glenn Tilbrook.

## Låtlista
1. "Slap and Tickle" – 4:00
2. "Revue" – 2:30
3. "Touching Me Touching You" – 2:25
4. "It's Not Cricket" – 2:35
5. "It's So Dirty" – 3:11
6. "The Knack" – 4:34
7. "Hop, Skip & Jump" – 2:46
8. "Up the Junction" – 3:12
9. "Hard to Find" – 3:37
10. "Slightly Drunk" – 2:41
11. "Goodbye Girl" – 3:08
12. "Cool for Cats" – 3:39

## Listplaceringar
- UK Albums Chart, Storbritannien: #45[1]